# Jackie Holmes
 Jackie Holmes  va ser un pilot estatunidenc de curses automobilístiques nascut el 4 de setembre del 1920 a Indianapolis, Indiana.
Holmes va córrer a la Champ Car a les temporades 1949-1953 incloent-hi la cursa de les 500 milles d'Indianapolis de diversos d'aquests anys.
Jackie Holmes va morir l'1 de març del 1995.

## Resultats a la Indy 500
| Any    | Cotxe  | Sortida | Vel. mitja | Ranking | Final  | Voltes | V. líder | Retirat       |
| ------ | ------ | ------- | ---------- | ------- | ------ | ------ | -------- | ------------- |
| 1949   | 57     | 17      | 128.087    | 14      | 22     | 65     | 0        | Palier        |
| 1950   | 77     | 30      | 129.697    | 27      | 23     | 123    | 0        | Virolla       |
| 1953   | 62 *   | -       | -          | -       | 19     | ?      | ?        | Pèrdua d'oli* |
| Totals | Totals | Totals  | Totals     | Totals  | Totals | 188    | 0        |               |

| Curses       | 3 |
| Poles        | 0 |
| Voltes líder | 0 |
| Victòries    | 0 |
| Top 5        | 0 |
| Top 10       | 0 |
| Retirades    | 3 |

(*) Cotxe compartit.

## A la F1
El Gran Premi d'Indianapolis 500 va formar part del calendari del campionat del món de la Fórmula 1 entre les temporades 1950 a la 1960.
Els pilots que competien a la Indy durant aquests anys també eren comptabilitats pel campionat de la F1.
Jackie Holmes va participar en 2 curses de F1, debutant al Gran Premi d'Indianapolis 500 del 1950.

### Palmarès a la F1
- Participacions: 2
- Poles: 0
- Voltes Ràpides: 0
- Victòries: 0
- Pòdiums: 0
- Punts vàlids per la F1: 0